# Volkshaus
La Volkshaus es una sala de conciertos con capacidad para 1200 personas ubicada en la Helvetiaplatz de Zúrich, Suiza. Su construcción comenzó en junio de 1909 y se inauguró al año siguiente.